# Сфагнум
Сфа́гнум, или Сфагновый мох, или Торфяно́й мох (лат. Sphágnum, от др.-греч. σπόγγος, σφόγγος, губка) — род мхов, обычный обитатель верховых и переходных болот. Из этих растений образуется верховой торф.

## Ботаническое описание

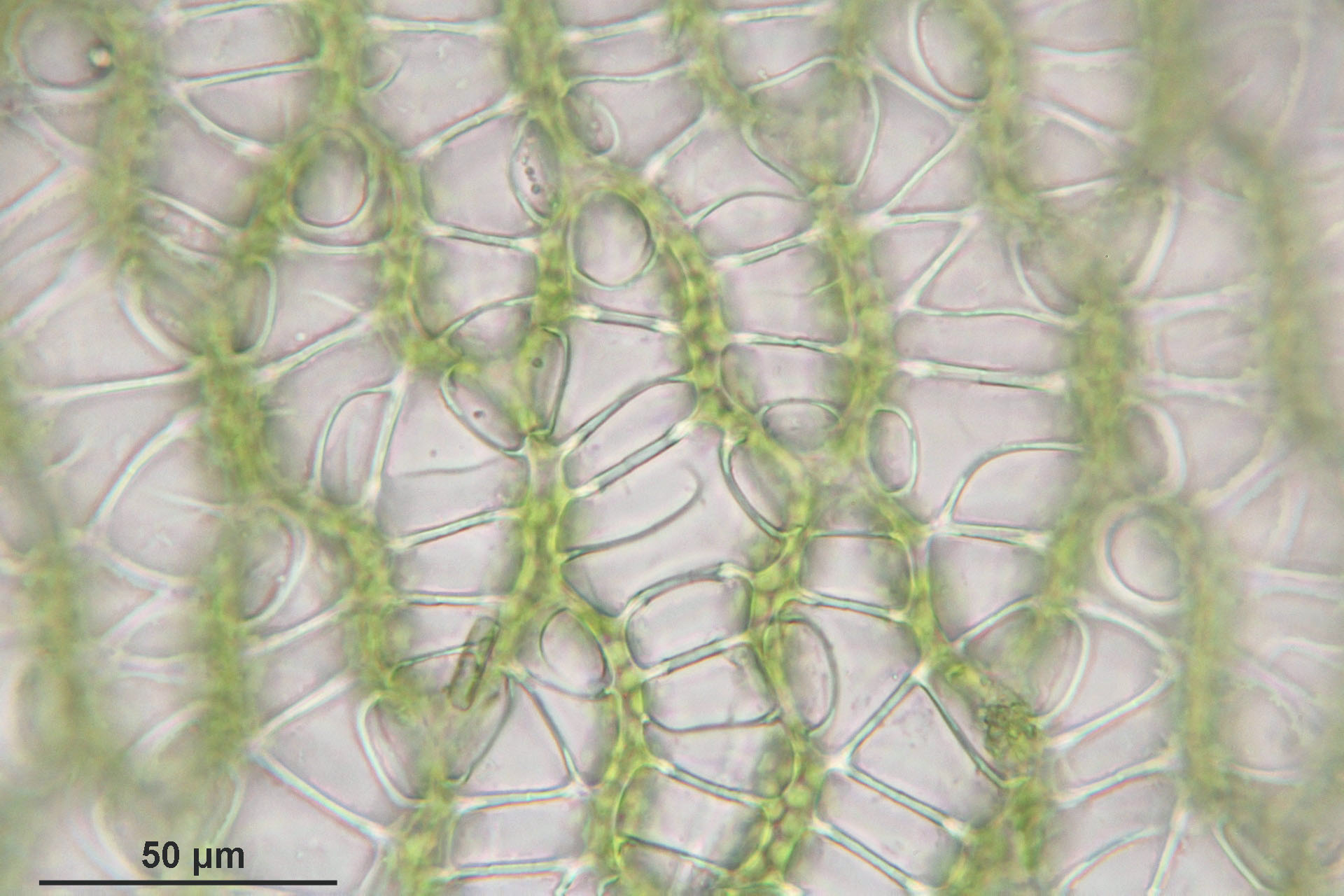
Зелёные и прозрачные клетки сфагнума болотного

Виды сфагнума — споровые многолетники, имеют два поколения. Доминирует гаметофит.
Растения ежегодно нарастают верхней частью, а снизу отмирают. Сфагнум — болотный мох, впитывает воду всем телом; ризоидов нет. Для него характерны особые водозапасающие клетки на листьях и стебле (прозрачные, мёртвые, полые с отверстиями); клеточная стенка укреплена утолщениями. Водозапасающие клетки окружены более мелкими зелёными фотосинтезирующими клетками, которые объединены в единую сеть. Имеются ножка и коробочка со спорами. Тело сфагнума содержит фенол, который является антисептиком, убивающим бактерии. В связи с этим мох почти не гниёт и образует торф (по 1—2 мм в год). За счёт роста сфагнума и других водных растений происходит заболачивание лесов и зарастание водоёмов: озёра превращаются в болота.

## Распространение и экология
Поселяется на влажных местах, способствует быстрому заболачиванию территории, так как способен активно поглощать и удерживать влагу, при этом масса накопленной воды может в 20—25 раз превышать массу мха. Является образующим растением сфагновых болот.
Наиболее широко распространён в умеренной зоне Северного полушария. Наибольшее видовое разнообразие в Южной Америке.
В России произрастает 42 вида.

## Хозяйственное значение и применение
Из-за малой теплопроводности употребляется в строительном деле как изоляционный материал в виде пластинок, порошка, изготовляемого из этого торфа; также, как дезодорирующее средство. Некоторые древние народы считали сфагнум подходящим материалом для тёплых пелёнок, которыми они зимой укрывали своих детей.
Сфагнум применяется в цветоводстве в качестве наполнителя при составлении земляных смесей. В воздушно-сухом состоянии сфагновые мхи способны поглотить воды примерно в 20 раз больше собственной массы, что в 4 раза превосходит возможности гигроскопической ваты (отсюда и название мха, «сфагнос» по-гречески — губка). В Германии и Канаде проводятся исследования по искусственному размножению сфагнума для использования в почвосмесях.
Верхние части растения используют в качестве лекарственного сырья. Сфагнум содержит фенольное соединение сфагнол и другие фенольные и тритерпеновые вещества. В медицине и ветеринарии сфагнум применяли как перевязочный материал в виде сфагново-марлевых подушечек. Из-за бактерицидных свойств и способности впитывать большое количество жидкости использовался медиками в качестве перевязочного материала на полях сражений во время войн.
Сфагнум очень устойчив к разложению, высушенный очень долго сохраняется. Растёт в болотистых местах, собирают его летом.

## Систематика
Сфагнум — единственный современный род семейства Sphagnaceae (в которое также по морфологическим признакам включается ископаемый род Sphagnophyllites). В порядке Sphagnales выделяются ещё три современных рода: Ambuchanania, Flatbergium и Eosphagnum.

### Список видов
По информации базы данных The Plant List (на июль 2016) род включает 382 вида, некоторые из них:
- Sphagnum affine Renauld & Cardot — Сфагнум близкий
- Sphagnum angustifolium (Warnst.) C.E.O.Jensen — Сфагнум узколистный
- Sphagnum aongstroemii C.Hartm. — Сфагнум Онгстрёма
- Sphagnum balticum (Russow) C.E.O.Jensen — Сфагнум балтийский
- Sphagnum capillifolium (Ehrh.) Hedw. — Сфагнум волосолистный
- Sphagnum centrale C.E.O.Jensen — Сфагнум центральный
- Sphagnum compactum Lam. & DC. — Сфагнум компактный
- Sphagnum cuspidatum Ehrh. ex Hoffm. — Сфагнум остроконечный
- Sphagnum denticulatum Brid. — Сфагнум мелкозубчатый
- Sphagnum fallax H.Klinggr. — Сфагнум обманчивый
- Sphagnum fimbriatum Wilson — Сфагнум бахромчатый
- Sphagnum flexuosum Dozy & Molk. — Сфагнум извилистый
- Sphagnum fuscum (Schimp.) H.Klinggr. — Сфагнум бурый
- Sphagnum girgensohnii Russow — Сфагнум Гиргензона
- Sphagnum inundatum Russow — Сфагнум пойменный
- Sphagnum jensenii H.Lindb. — Сфагнум Йенсена
- Sphagnum lindbergii Schimp. — Сфагнум Линдбери
- Sphagnum magellanicum Brid. — Сфагнум магелланский
- Sphagnum majus (Russow) C.E.O.Jensen — Сфагнум большой
- Sphagnum molle Sull. — Сфагнум мягкий
- Sphagnum nitidum Warnst. — Сфагнум рыжеватый
- Sphagnum obtusum Warnst. — Сфагнум тупой
- Sphagnum palustre L. — Сфагнум болотныйtypus
- Sphagnum papillosum Lindb. — Сфагнум папиллозный
- Sphagnum platyphyllum (Lindb.) Warnst. — Сфагнум плосколистный
- Sphagnum plumulosum Roll — Сфагнум блестящий
- Sphagnum pulchrum (Lindb.) Warnst. — Сфагнум красивый
- Sphagnum quinquefarium (Lindb.) Warnst. — Сфагнум пятирядный
- Sphagnum riparium Ångström — Сфагнум береговой
- Sphagnum rubellum Wilson — Сфагнум красноватый
- Sphagnum russowii Warnst. — Сфагнум Руссова
- Sphagnum squarrosum Crome — Сфагнум оттопыренный
- Sphagnum subsecundum Nees — Сфагнум однобокий, или Сфагнум скрученный, или Сфагнум ушковидный
- Sphagnum tenellum (Brid.) Brid. — Сфагнум нежный
- Sphagnum teres (Schimp.) Ångström — Сфагнум гладкий
- Sphagnum warnstorfii Russow — Сфагнум Варнсторфа
- Sphagnum wulfianum Girg. — Сфагнум Вульфа

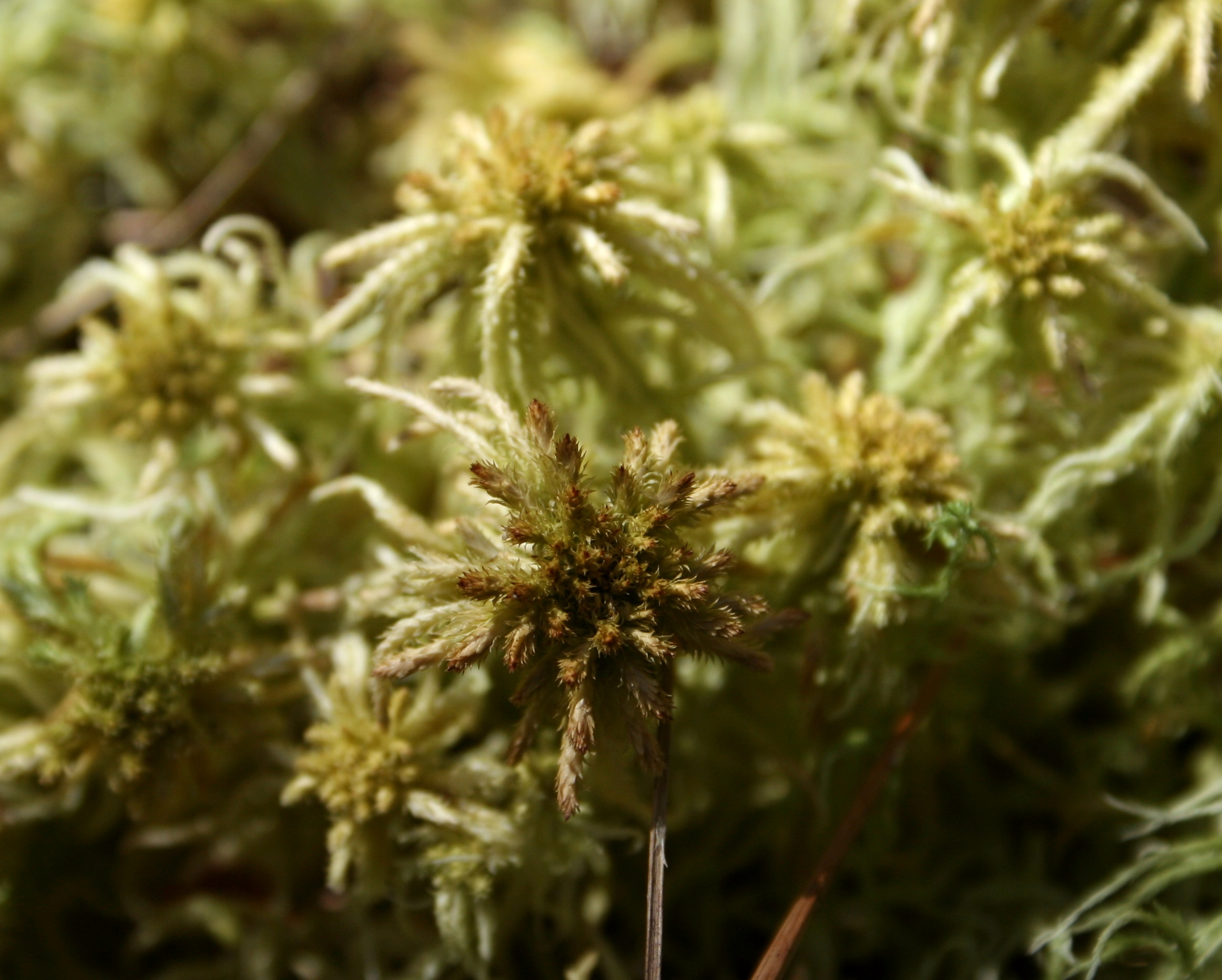
Сфагнум бурый (Sphagnum fuscum)
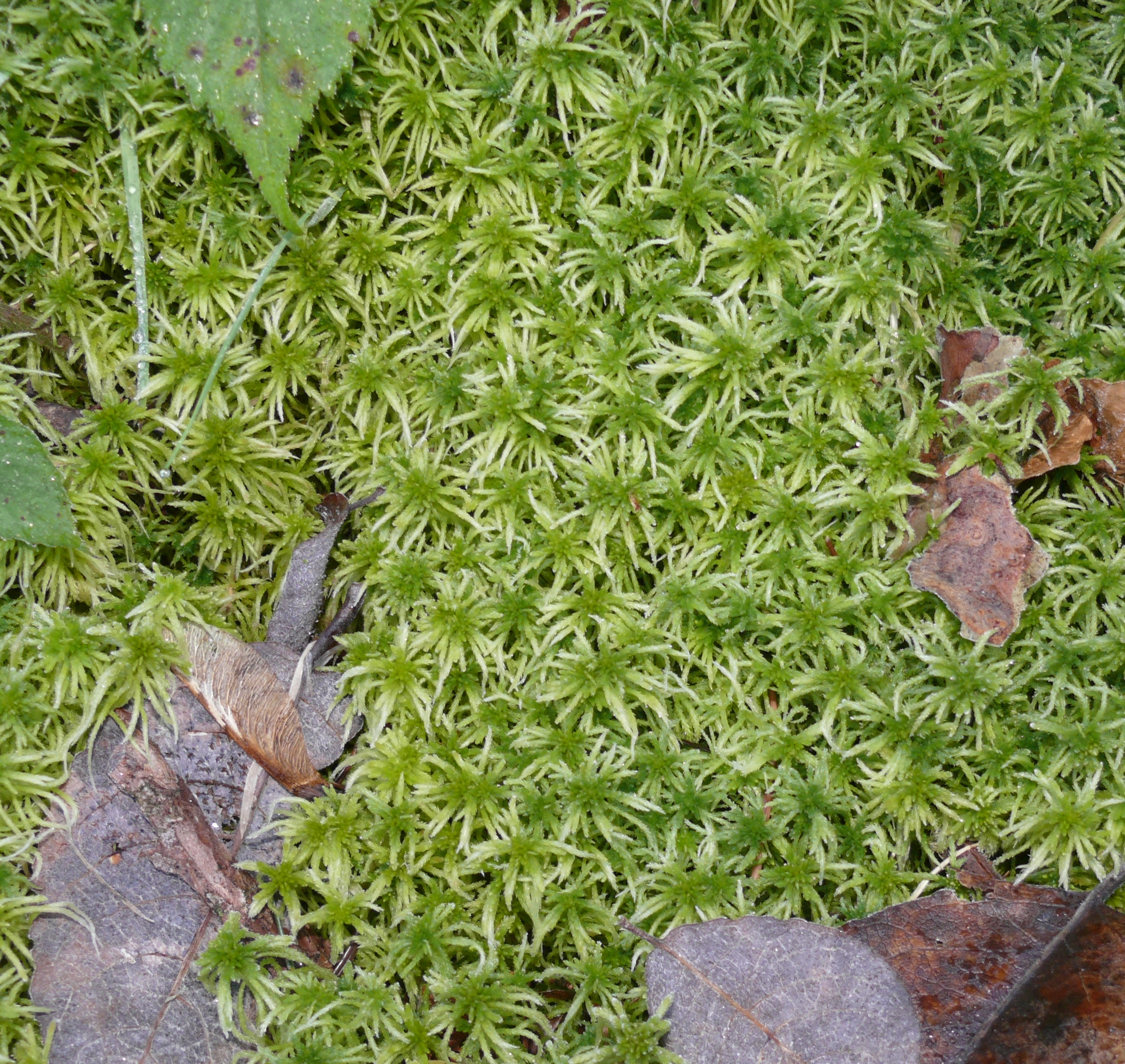
Сфагнум Гиргензона (Sphagnum girgensohnii)
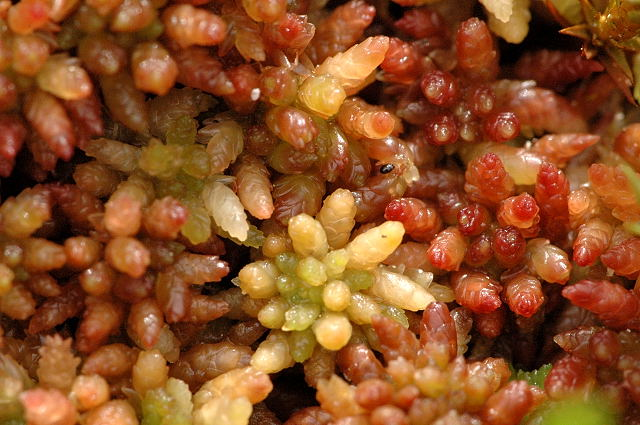
Сфагнум магелланский (Sphagnum magellanicum)
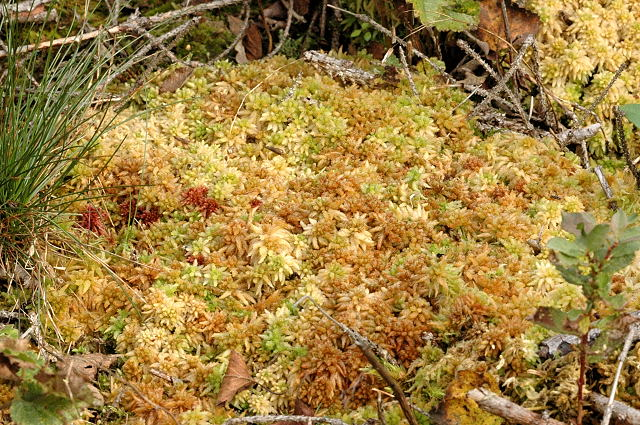
Сфагнум папиллозный (Sphagnum papillosum)
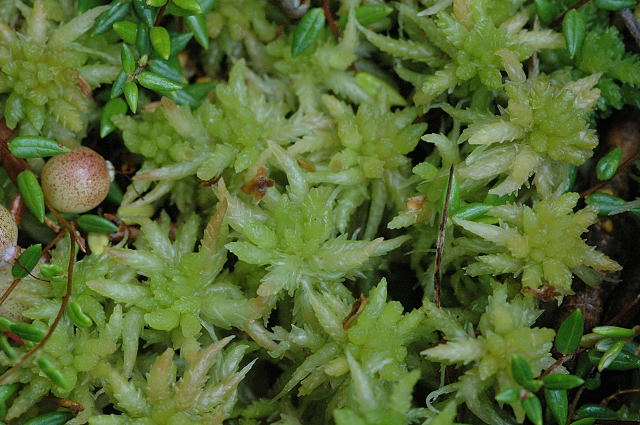
Сфагнум болотный (Sphagnum palustre)
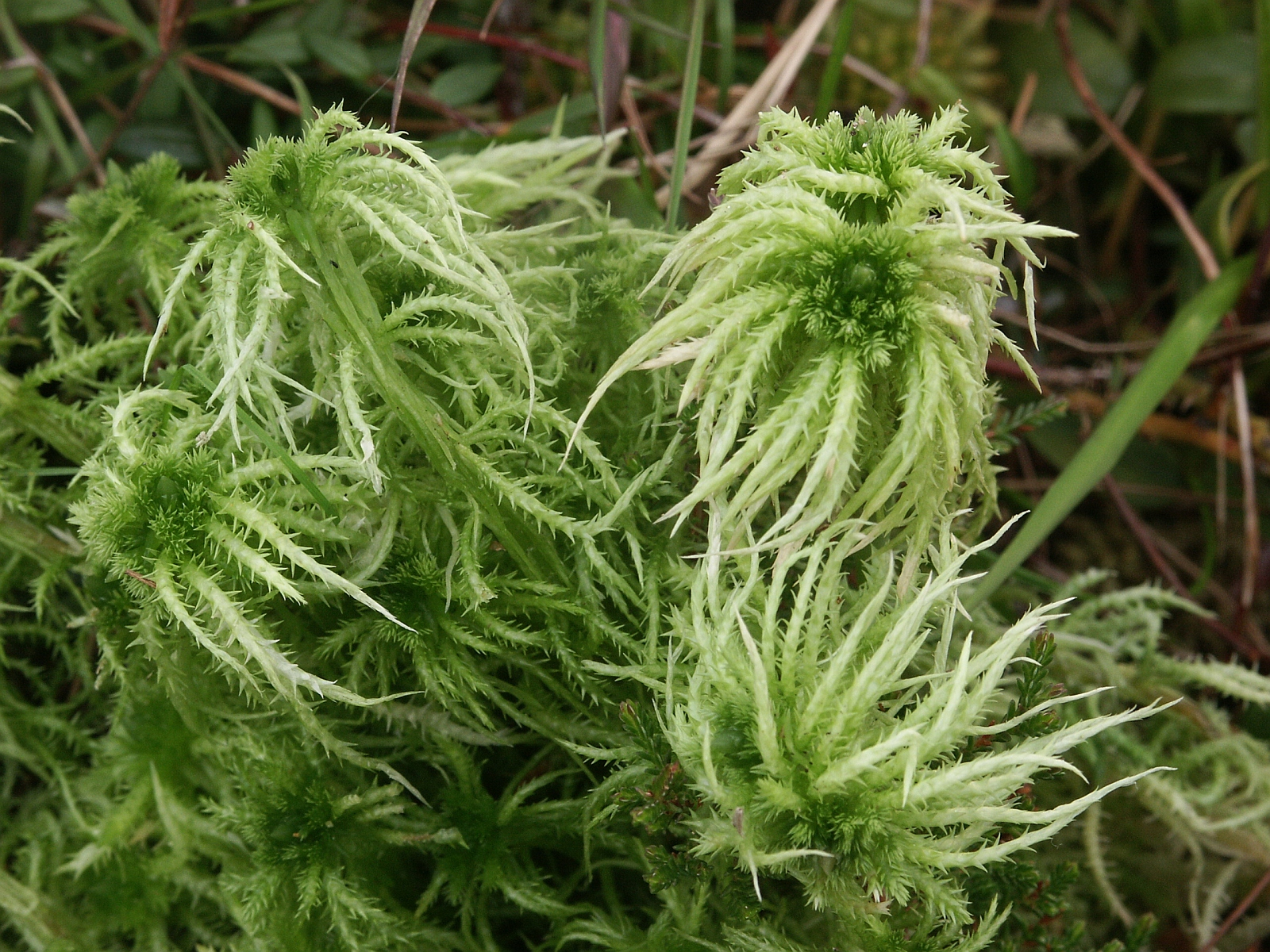
Сфагнум оттопыренный (Sphagnum squarrosum)
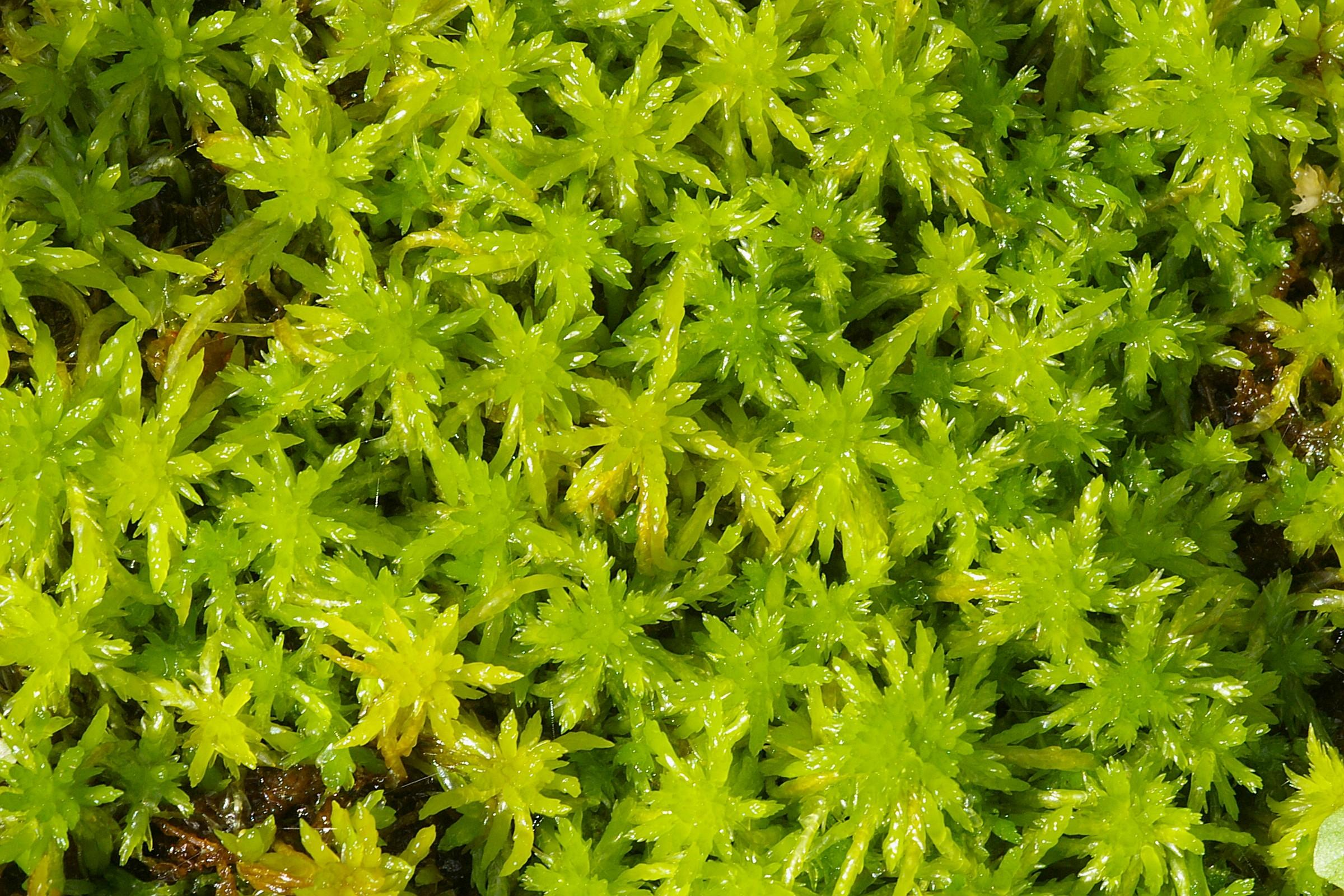
Сфагнум обманчивый (Sphagnum fallax)